# Winthrop Jordan
Winthrop Donaldson Jordan (11 novembre 1931 - 23 février 2007) est un historien et professeur américain spécialisé dans l'histoire de l'esclavage aux États-Unis et du racisme contre les Noirs américains. Son ouvrage de 1968 White Over Black: American Attitudes Toward the Negro, 1550-1812 reçoit le National Book Award in History and Biography.

## Jeunesse et éducation
Jordan est né à Worcester, dans le Massachusetts, d'une longue lignée d'érudits et de penseurs libéraux. Il est le fils de Henry Donaldson Jordan, professeur de politique britannique et américaine du XIXe siècle à l'Université Clark, et de Lucretia Mott Churchill, arrière-arrière-petite-fille des abolitionnistes quakers et défenseurs des droits des femmes James et Lucretia Mott. L'un des grands-oncles de Jordan, Edward Needles Hallowell, est un commandant de la célèbre 54e régiment du Massachusetts des troupes de couleur des États-Unis (USCT).
Dans sa jeunesse, Jordan fréquente la prestigieuse Phillips Academy d'Andover, dans le Massachusetts, avant de recevoir un baccalauréat en relations sociales de l'Université Harvard en 1953, une maîtrise en histoire de l'Université Clark en 1957 et un doctorat en histoire en 1960 à l'Université Brown. La thèse de doctorat de Jordan constitue la base de son œuvre maîtresse White Over Black .

## Carrière
La carrière d'enseignant de Jordan commence en 1955 comme professeur d'histoire à la Phillips Exeter Academy. Après avoir terminé ses études supérieures, Jordan passe deux ans en tant que membre du Collège de William et Mary Institute of Early American History and Culture. Il est professeur d'histoire à l'Université de Californie à Berkeley de 1963 à 1982, et vice-doyen de l'école pour la division des affaires des groupes minoritaires, 1968-70. Dès 1962, lorsqu'il publie un article sur le statut des « mulâtres » dans les Treize Colonies, les travaux de Jordan contribuent à éclairer la Règle de l'unique goutte de sang, un exemple typiquement américain d'hypodescente. Il définissait comme « noires » ou afro-américaines les personnes ayant une quelconque ascendance africaine et est adoptée dans les lois des États américains du XXe siècle, comme en 1924 en Virginie. Sa synthèse, White Over Black, se penche sur l'histoire des relations raciales aux États-Unis et est influente pour son évaluation des questions de sexualité interraciale. En évaluant les allégations concernant Thomas Jefferson et sa liaison avec son esclave, Jordan est le premier historien à utiliser la chronologie des activités de Jefferson établie par Dumas Malone pour démontrer qu'il est à Monticello pour la conception de chacun des enfants de Sally Hemings.
En 1982, Jordan part à l'Université du Mississippi, où il est professeur William F. Winter d'histoire et d'études afro-américaines pendant plus de 20 ans. En 1993, Jordan remporte un deuxième prix Bancroft pour Tumult and Silence at Second Creek: An Inquiry into a Civil War Slave Conspiracy. Dans cet ouvrage, Jordan met en lumière les détails d'une révolte d'esclaves jusqu'alors non étudiée près de Natchez, dans le Mississippi.

## Mariage et famille
Il épouse Phyllis Henry. Ils ont trois fils Joshua, Mott et Eliot Jordan, puis ont divorcé.
Avec son deuxième mariage en 1982 avec l'avocate et auteure Cora Miner Reilly (décédée le 10 janvier 2011), Winthrop Jordan est le beau-père de Stephen, Michael et Mary Beth Reilly.
Quelques années après sa retraite en 2004, Jordan est décédé dans sa maison d'Oxford, dans le Mississippi, à l'âge de 75 ans, après avoir souffert de la maladie de Lou Gehrig et d'un cancer du foie pendant plusieurs années.